# オリオン (情報収集艦)
オリオン(HMS Orion, A201)は、スウェーデン海軍の運用する情報収集艦。NSAの支援を受けて建造、1984年に就役した。主にバルト海で活動し、SIGINT活動に従事する。現在でもそうだが、冷戦時代のこの艦の最重要目的はソ連海軍の各種電波を傍受することにあった。そのためソ連海軍の艦船と摩擦も起している。
船体上部を大きなかまぼこ状のFRP製ドームで覆い、その中に各種アンテナがある。後部にはヘリコプター発着甲板を有する。2002年からソナーの運用を開始、音響情報の収集と分析も行うようになった。
任務の性格上、スウェーデン国防電波局が情報を扱う主体となり、その要員が乗り込んでいる。